# Gustav Sieß

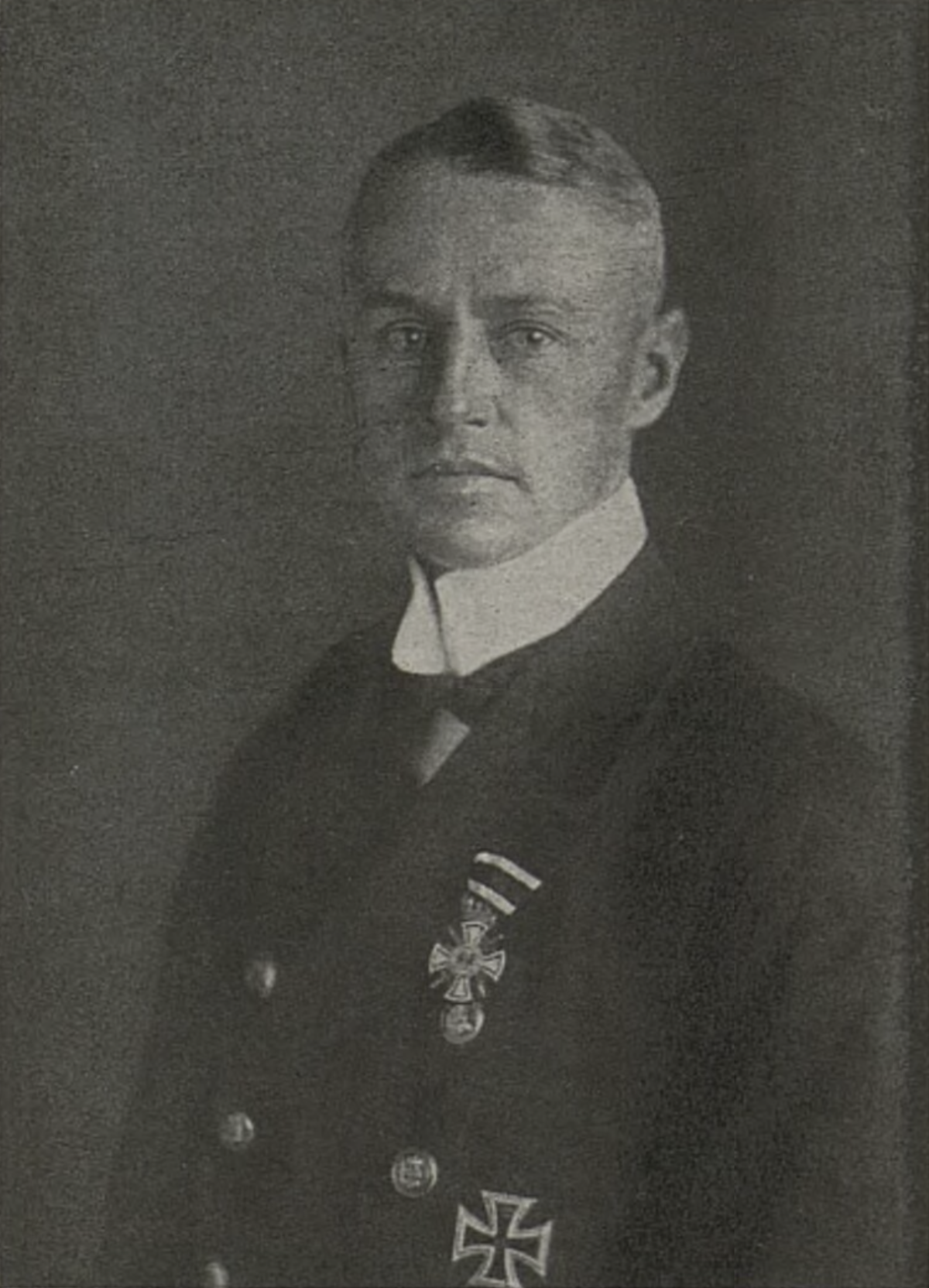
Siess ca. 1918

Gustav Sieß (* 11. Dezember 1883 in Hamburg; † 14. Oktober 1970 ebenda) war ein deutscher U-Boot-Kommandant im Ersten Weltkrieg, der in der Wehrmacht zum Generalleutnant der Luftwaffe aufstieg.

## Leben
Im April 1902 trat Sieß in die Kaiserliche Marine ein, wo er auf dem Segelschulschiff Moltke seine Grundausbildung erhielt. Anschließend war er an der Marineschule Mürwik und trat nach Abschluss seiner Ausbildung Ende Oktober 1904 die Ausreise nach Südostasien an. Dort versah er bis Oktober 1906 seinen Dienst an Bord des Stationsschiffes Hansa. Nach seiner Rückkehr nach Deutschland wurde Sieß Kompanieoffizier in der I. Torpedodivision in Kiel und fungierte zugleich auch als Wachoffizier auf verschiedenen Torpedobooten. Nach zwei Jahren erfolgte seine Versetzung als Oberleutnant zur See und Kompanieoffizier in die Minenabteilung nach Cuxhaven. In der Folge setzte man Sieß auch als Kommandant auf den Minensuchbooten S 27, S 25 und S 38 ein. Am 1. Oktober 1910 wurde Sieß für zwei Jahre als Adjutant zur Inspektion der Küstenartillerie und des Minenwesens versetzt. Daran schloss sich eine Verwendung als Kompanieoffizier in der II. Torpedodivision in Wilhelmshaven an. Während seiner dortigen Dienstzeit wurde Sieß am 12. April 1913 zum Kapitänleutnant befördert und zeitweise auch als Kommandant des Torpedobootes V 3 eingesetzt. Im gleichen Jahr rettete Sieß ein Besatzungsmitglied unter Einsatz seines Lebens vor dem Ertrinken; dafür zeichnete ihn Kaiser Wilhelm II. persönlich mit der Rettungsmedaille am Band aus.
Mit Ausbruch des Ersten Weltkriegs führte Sieß zunächst dieses Boot und erhielt am 28. August 1914 das Kommando über das Torpedoboot V 1, später über V 3. Ab März 1915 absolvierte er an der U-Boot-Schule eine U-Boot-Ausbildung und kam drei Monate später kurzzeitig zur Information an Bord von U 41. Vom 9. Oktober 1915 bis zum 21. Mai 1917 kommandierte Sieß U 73, das im Mittelmeer vom Marinestützpunkt Pola aus operierte. Parallel dazu kommandierte er ab April 1917 U 33, welches auch in Pola stationiert war und das später ein zweites Mal unter seinen Kommando stand. Von August 1918 bis September 1918 war er Kommandant von U 65 und übernahm anschließend wieder U 33.
In seiner Zeit als U-Boot-Kommandant versenkte er 261.399 BRT. Unter den Schiffen waren z. B. das russische Linienschiff Pereswet, das britische Linienschiff HMS Russell und der Passagierdampfer Burdigala.  Für diese Erfolge wurde ihm am 24. April 1918 der Pour le Mérite verliehen. Vorher hatte er bereits beide Klassen des Eisernen Kreuzes sowie am 27. Februar 1917 das Ritterkreuz des Königlichen Hausordens von Hohenzollern mit Schwertern erhalten.
Nach Kriegsende stellte man Sieß zunächst am 1. Dezember 1918 zur Verfügung und ernannte ihn am 1. April 1919 zum Chef der 9. Minensuch-Halbflottille. Am 28. August 1919 wurde er zur Verfügung des Chefs der Marinestation der Ostsee gestellt und am 11. November 1919 aus der Marine verabschiedet. Sieß erhielt noch am 22. Februar 1920 den Charakter als Korvettenkapitän.
Im Zivilleben nahm er 1925 eine kaufmännische Tätigkeit auf und war zuletzt Vorstandsmitglied der Klein-Michel-Motorbau AG in Hamburg. Sieß engagierte sich auch im Stahlhelm, Bund der Frontsoldaten und führte im Gau Hamburg die Marineabteilung.
Am 1. August 1935 trat Sieß als E-Offizier zur besonderen Verfügung des Reichsluftfahrtministeriums in die Luftwaffe ein und wurde am 1. Dezember 1935 mit Rangdienstalter vom 1. Oktober 1928 zum Major befördert. Man verwendete ihn zunächst als stellvertretenden Kommandeur der Luftzeuggruppe 1 und ernannte ihn nach seiner Beförderung zum Oberstleutnant am 18. Januar 1938 zum Kommandeur. Vom 26. Juli 1938 bis zum 18. Juni 1939 wirkte er zugleich auch als Quartiermeister des Luftgaukommandos 1 in Königsberg. Anschließend folgte seine Kommandierung in das Reichsluftfahrtministerium, wo Sieß am 15. Juli 1939 zum Chef der 3. Abteilung im Nachschubamt des Generalquartiermeisters ernannt wurde. Am 1. August 1939 zum Oberst befördert, behielt Sieß seine Stellung im Ministerium über den Beginn des Zweiten Weltkriegs bei und wurde am 1. November 1940 als Generalmajor in den aktiven Dienst übernommen. Am 23. September 1943 wurde er krankheitsbedingt in die Führerreserve versetzt, am 1. April 1944 zum Generalleutnant befördert und Ende des Monats aus dem Militärdienst verabschiedet.
Nach Kriegsende befand Sieß sich ab 15. Juni 1945 in sowjetischer Kriegsgefangenschaft und wurde von einem Gericht zu 25 Jahren Haft verurteilt. Sein Gefängnisaufenthalt dauerte allerdings nur zehn Jahre.